# Juan Carlos Navarro
Juan Carlos Navarro, född 13 juni 1980 i Barcelona i Spanien, är en spansk idrottare som tog OS-silver i basket 2008 i Peking. Detta var Spaniens andra medalj i herrbasket i olympiska sommarspelen. Han var även med vid olympiska sommarspelen 2004 och 2000. Han spelar för närvarande för FC Barcelona Bàsquet.